# Mexicaans-Amerikaanse Oorlog
De Mexicaans-Amerikaanse Oorlog (soms ook de Amerikaans-Mexicaanse Oorlog genoemd) was een oorlog tussen Mexico en de Verenigde Staten van Amerika tussen 24 april 1846 en 2 februari 1848.

## Achtergrond
Na het invoeren van een centralistische wetgeving in Mexico, had Texas zich in 1835 onafhankelijk verklaard. De Mexicaanse president-dictator generaal Antonio López de Santa Anna marcheerde met een leger op naar Texas. Nadat hij eerst de slag om het fort de Alamo had gewonnen, werd De Santa Anna in de Slag bij San Jacinto vernietigend verslagen. De Santa Anna tekende een verdrag, waarin hij de onafhankelijkheid van Texas erkende. De Mexicaanse regering was woedend op De Santa Anna en weigerde het verdrag te erkennen.
In 1845 werd Texas als staat toegelaten tot de VS, tot grote woede van Mexico. De Nueces-rivier vormde de zuidelijke grens van Texas. Dat had de VS in 1819 erkend in het Adams-Onísverdrag met Spanje. Spanje deed met dat verdrag afstand van onder meer Florida en in het verdrag werden toen de grenzen tussen de VS en Spaanse bezittingen vastgelegd. Maar de Amerikaanse regering eiste nu het hele gebied tot aan de Rio Grande op voor Texas. Intussen probeerde de Amerikaanse regering het gehele noorden van Mexico te kopen, maar de Mexicanen weigerden het gebied te verkopen. Toen de Amerikaanse regering merkte dat Mexico de gebieden niet wilde afstaan, stuurde president James K. Polk generaal Zachary Taylor naar het gebied tussen de Nueces en de Rio Grande. Op 25 april 1846 ontstond een gevecht, de Thorntonaffaire, waarbij 16 Amerikanen en een onbekend aantal Mexicanen om het leven kwamen. Hierna hield president Polk een vlammend betoog in het Congres,
"Mexico heeft de grens van de Verenigde Staten overschreden, is ons grondgebied binnengevallen en heeft Amerikaans bloed op Amerikaanse bodem vergoten".
Het Congreslid Abraham Lincoln betwistte als enige deze bewering op basis van het bovengenoemde verdrag uit 1819 en genoot sindsdien de bijnaam 'honest Abe'. Op 13 mei verklaarde het Amerikaanse Congres Mexico de oorlog en tien dagen later verklaarde Mexico de Verenigde Staten de oorlog.

## Verloop

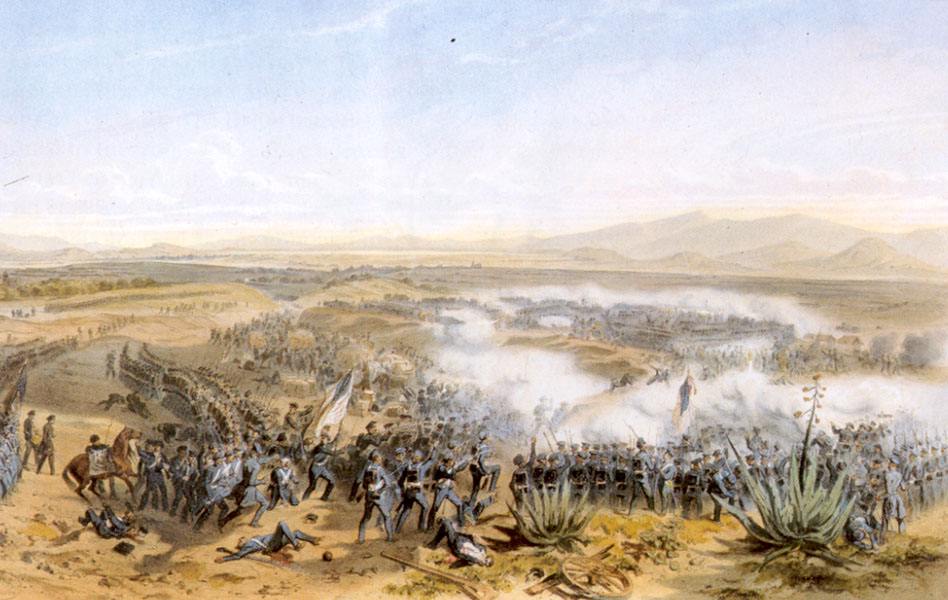
De Slag bij Contreras

Admiraal John D. Sloat werd naar het destijds Mexicaanse Alta California, het tegenwoordige Californië, gestuurd waar Amerikaanse kolonisten de onafhankelijke republiek Californië hadden uitgeroepen. Sloat hielp de Californiërs het Mexicaanse leger te verjagen. Intussen veroverde Stephen W. Kearny Nieuw-Mexico. Daarna werden ook San Diego en Los Angeles bezet.
Generaal Zachary Taylor was inmiddels de Rio Grande overgestoken. Hij versloeg in september nipt een Mexicaans leger in de Slag bij Monterrey. Santa Anna, die de macht had gegrepen in Mexico, marcheerde met een leger van 20.000 man noordwaarts tegen Taylor, maar werd in de Slag bij Buena Vista verslagen. De Amerikaanse regering verzocht Mexico zich over te geven, maar Mexico weigerde. Daarop landde Winfield Scott bij Vera Cruz. Hij wist de stad in te nemen en marcheerde verder op naar Mexico-Stad. Rond Mexico-Stad werd zwaar gevochten tijdens veldslagen bij Contreras, Churubusco, Molino del Rey en Chapultepec. Bij deze laatste slag kwamen de "Niños Héroes" om. Voor Mexico werden zij onsterfelijk. Op 15 september 1847 was het laatste Mexicaanse verzet gebroken.
Op 2 februari 1848 werd de Vrede van Guadalupe Hidalgo getekend, waarmee de oorlog ten einde kwam en Mexico een derde van zijn grondgebied afstond aan de Verenigde Staten. De oorlog had aan 25.000 Mexicanen en 13.000 Amerikanen het leven gekost.

## Nasleep

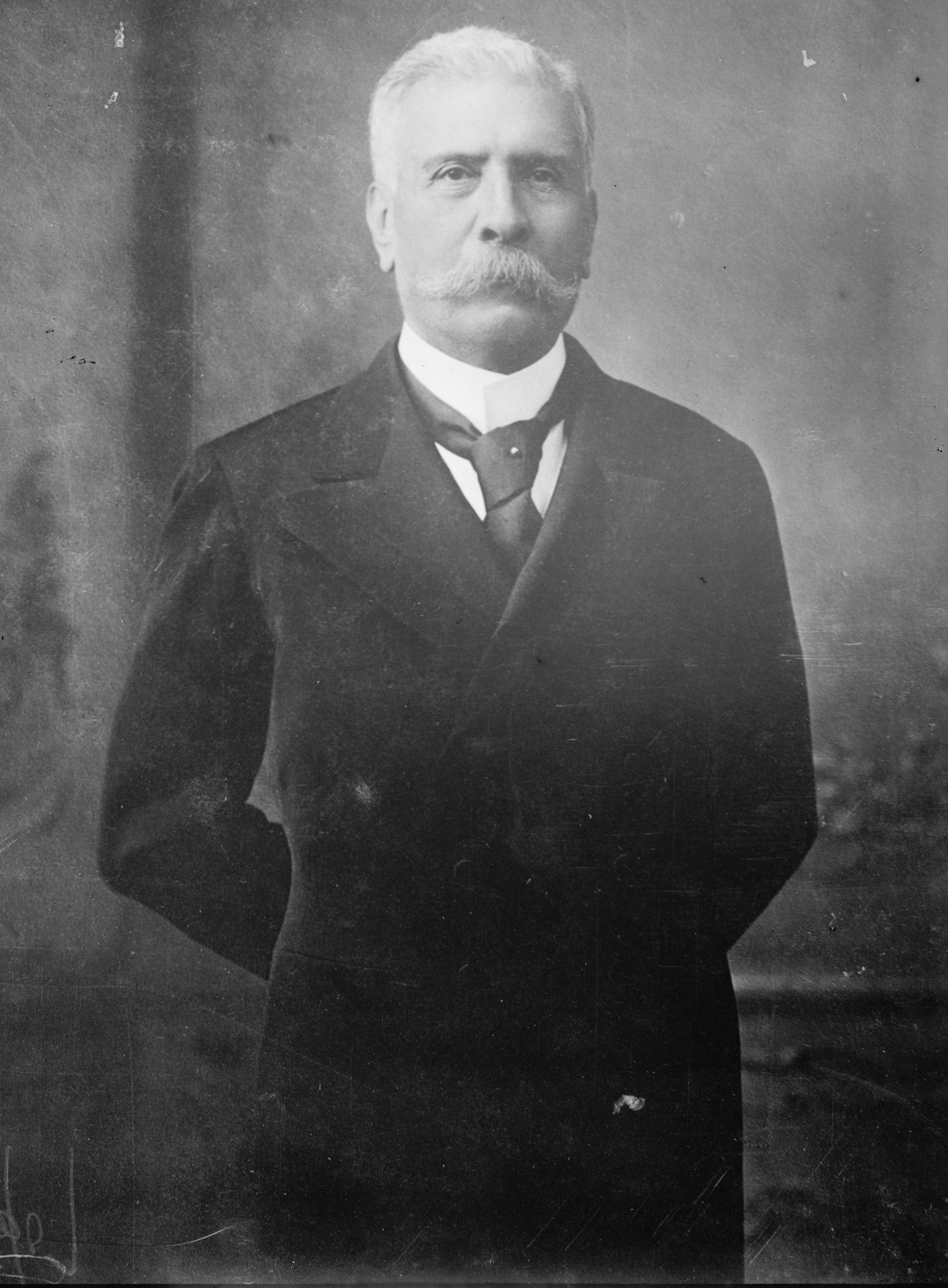
President Porfirio Díaz

Door deze oorlog kwam de grens tussen de VS en Mexico een stuk zuidelijker te liggen. In Mexico leidde de oorlog tot een diep wantrouwen tegenover de gringo's. President Porfirio Díaz zou later naar aanleiding van deze oorlog zeggen:
"Arm Mexico, zo ver van God en zo dicht bij de VS."
In het noorden van de VS stond men ook niet al te positief tegen deze oorlog. Men zag het als een poging van de zuidelijke staten om het gebied waar slavernij was toegestaan te vergroten. Ulysses S. Grant zag de Mexicaans-Amerikaanse oorlog als een van de oorzaken van de Amerikaanse Burgeroorlog en noemde het
"een van de oneerlijkste oorlogen die ooit door een sterker tegen een zwakker land is gevochten".

## Andere benamingen
In de Verenigde Staten staat deze oorlog soms bekend als de Mexican War, als de Mexicaanse Oorlog. In Mexico daarentegen wordt de oorlog doorgaans Guerra de Intervención Norteamericana, Oorlog van Noord-Amerikaanse Interventie, genoemd. Dit verschil in benaming maakt duidelijk dat beide landen heden ten dage de oorlog anders belichten.

## Galerij

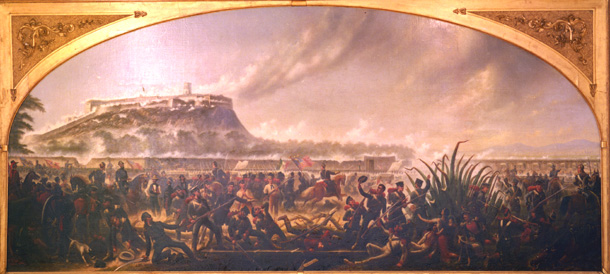
de slag om Chapultepec
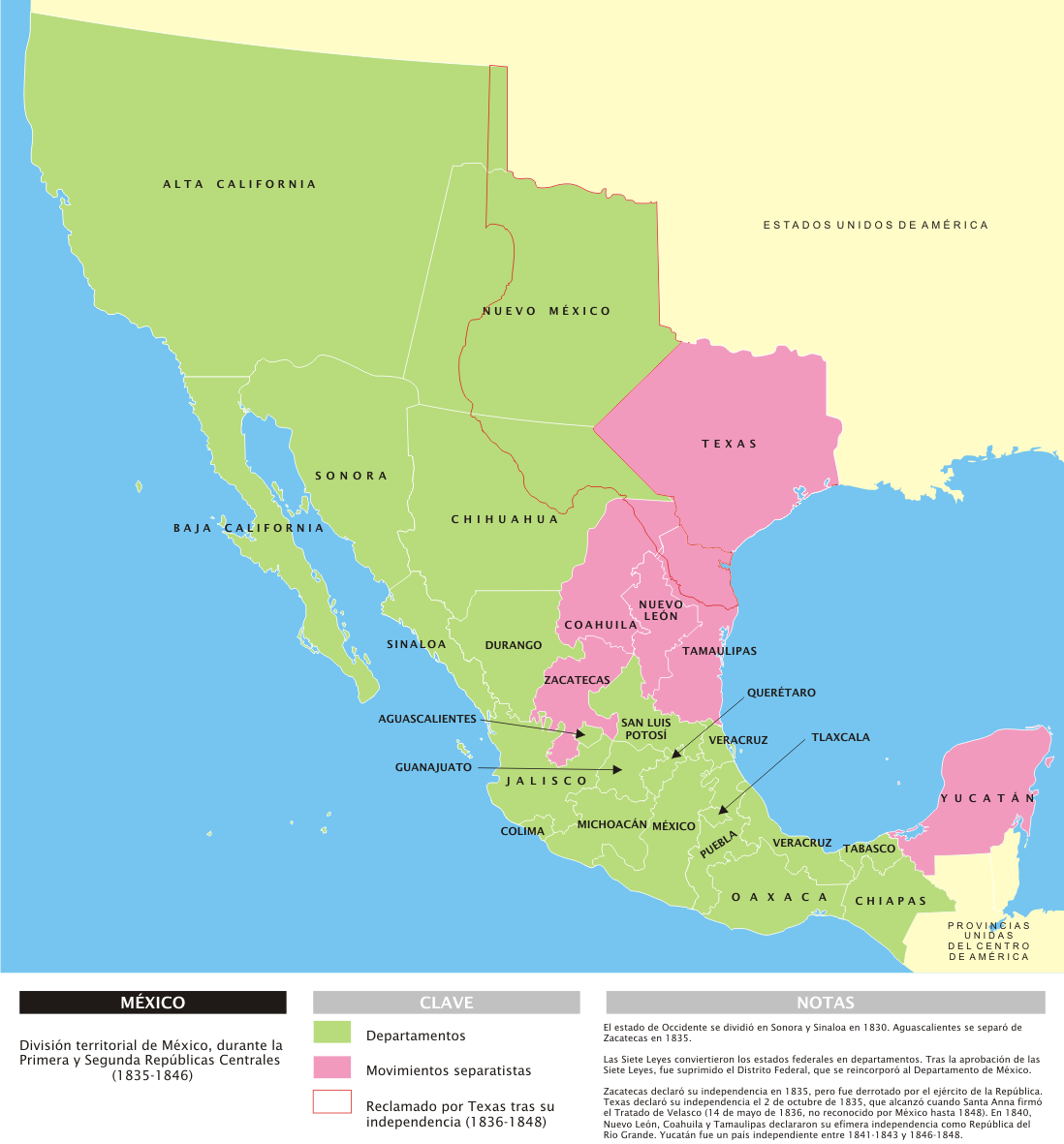
Rood gekleurd : separatistische gebieden Rode lijn : gebied opgeëist voor Texas